# (457175) 2008 GO98
362P/2008 GO98
(457175) 2008 GO98, aussi connu sous la désignation 362P/2008 GO98, est un petit corps du Système solaire qui a été découvert le 8 avril 2008 par le programme Spacewatch.

## Caractéristiques
Il est situé sur une orbite instable qui le mène près de Jupiter toutes les quelques décennies. Il est actuellement classé parmi les astéroïdes de la ceinture principale externe, plus précisément parmi les astéroïdes du groupe de Hilda. Cependant, la découverte d'une chevelure et d'une queue pose la question de sa vraie nature, la cause de cette activité n'étant pas connue : il pourrait s'agir d'un astéroïde devenu actif à la suite de la collision avec un autre petit corps qui n'est pour sa part pas connu, ou bien d'une comète dormante qui se serait réveillée. Il pourrait donc s'agir d'une comète quasi-Hilda.
Dans un article de 2016, R. Gil-Hutton et E. García-Migani incluent cet objet parmi les objets quasi-Hilda et le listent comme potentielle comète.